# Nandigram
Nandigram è un sottodistretto (upazila) del Bangladesh situato nel distretto di Bogra, divisione di Rajshahi. Si estende su una superficie di 265,22 km² e conta una popolazione di  180.802 abitanti (censimento 2011).